# Mânerău
Mânerău – wieś w Rumunii, w okręgu Arad, w gminie Bocsig. W 2011 roku liczyła 378 mieszkańców. 